# Chiesa dei Santi Michele Arcangelo e Nazario
La chiesa dei Santi Michele Arcangelo e Nazario è la parrocchiale di Gaggio Montano, in città metropolitana ed arcidiocesi di Bologna; fa parte del vicariato dell'Alta Valle del Reno.

## Storia
Si sa che nel XI secolo venne edificata a Gaggio Montano una chiesa in stile romanico, ma è probabile che prima di questa ne esistesse un'altra sorta forse nell'VII secolo.

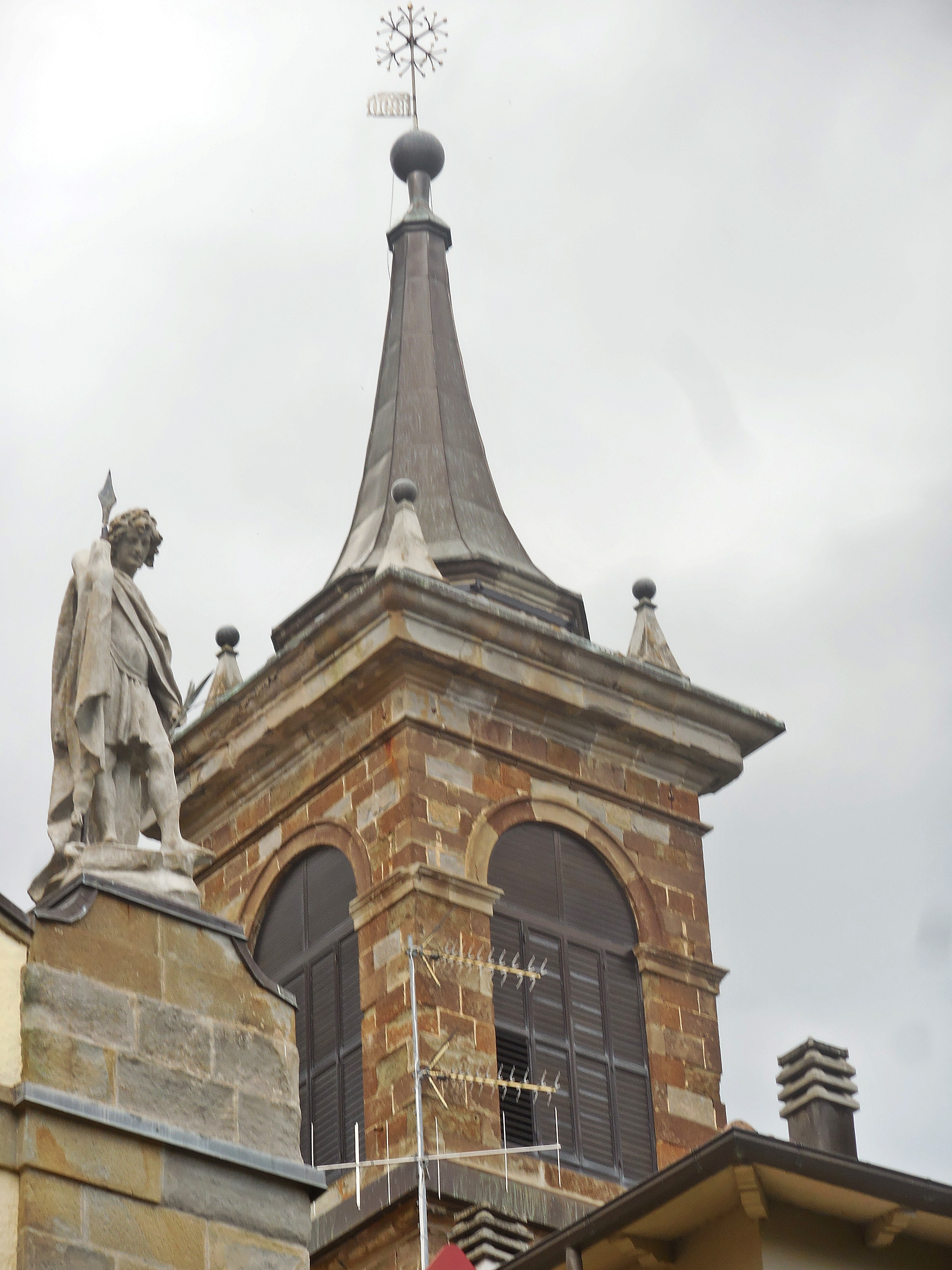
La parte superiore del campanile

Nel XV secolo una frana distrusse la vicina chiesa di San Lazzaro di Montilocco e il 15 settembre del 1556 il cardinale Lorenzo Campeggi unì questa parrocchia a quella di San Michele di Gaggio, che assunse il doppio titolo di San Michele e San Lazzaro, poi cambiato in San Michele e San Nazario.
Verso il 1780 la chiesa si rivelò insufficiente a soddisfare le esigenze della popolazione e, in più, versava in pessime condizioni, ma perché la situazione cambiasse si dovette aspettare più di un secolo. Infatti, nel 1889 il campanile subì un intervento di rifacimento, mentre nel 1892 fu posta la prima pietra dell'attuale parrocchiale; il nuovo edificio, progettato da Vincenzo Brighenti, venne terminato nel 1897.
Nel 1938 fu posato il pavimento e la chiesa venne decorata nel secondo dopoguerra. Altri lavori di ristrutturazione furono condotti tra il 1990 ed il 1997.

## Descrizione

### Esterno

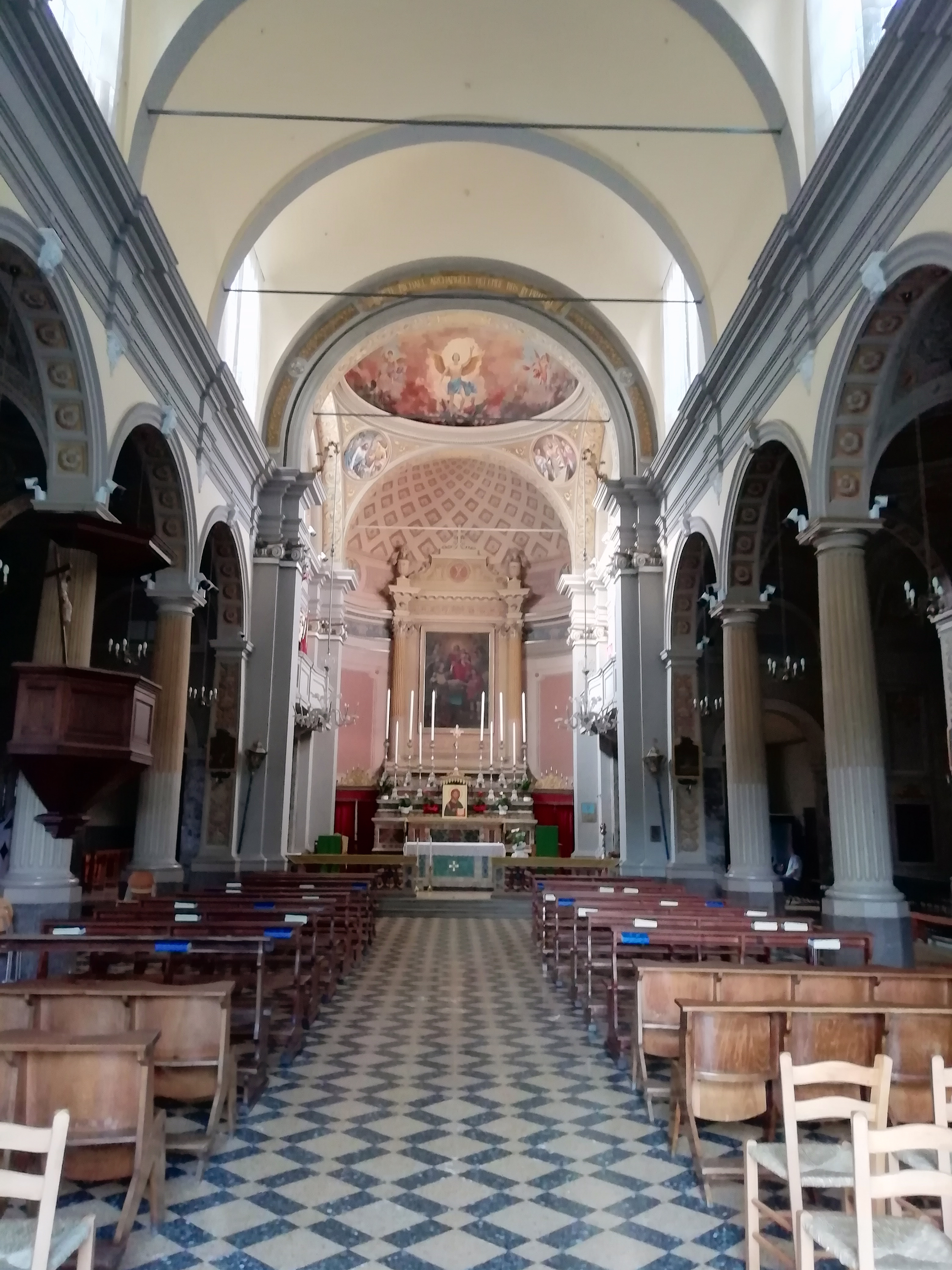
La navata centrale

La facciata della chiesa è a salienti ed è divisa in due registri da una cornice marcapiano; la parte centrale presenta due coppie di paraste binate, mentre quelle laterali solo una coppia ciascuna.

### Interno
L'interno si compone di tre navate, ognuna delle quali consta di cinque campate; opere di pregio qui conservate sono la pala che rappresenta la Madonna col Bambino assieme ai santi Michele, Antonio Abate e Nazario, eseguita nel XVII secolo, e gli affreschi della cupola raffiguranti le Quattro apparizioni dell'Arcangelo Michele, realizzati nel XX secolo da Luciano Bettini.

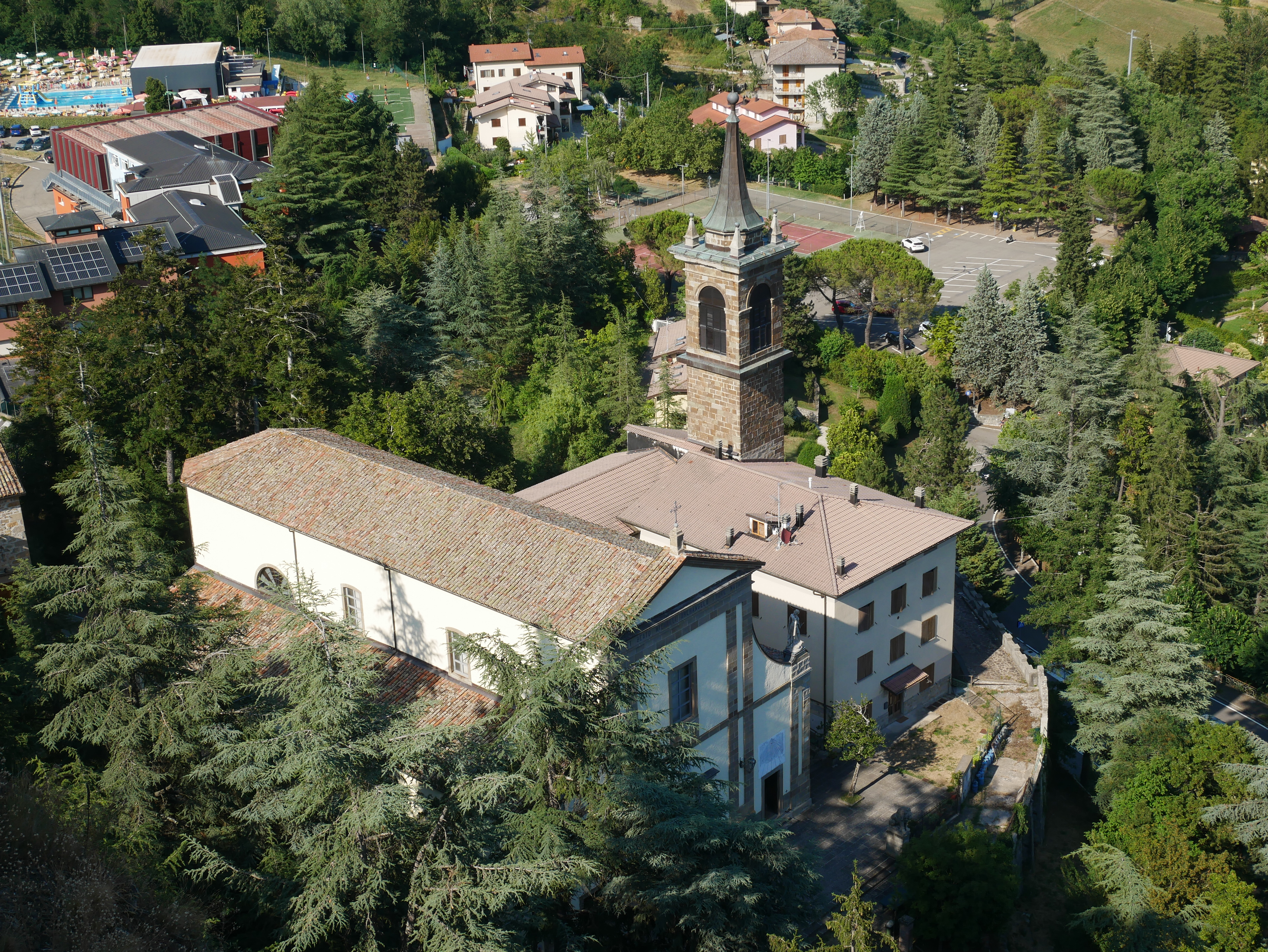
La chiesa vista dal Sasso di Rocca
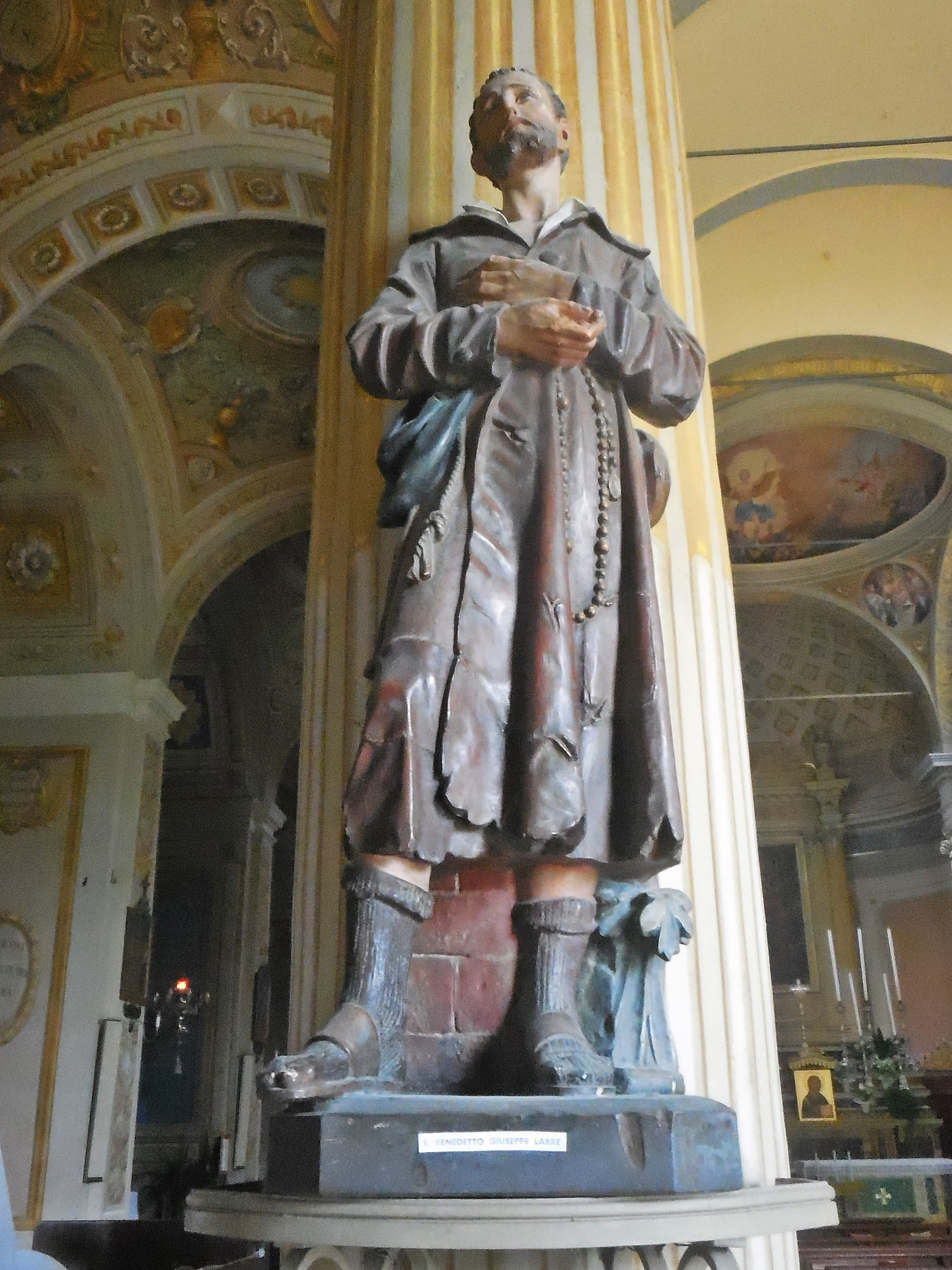
Statua di San Benedetto
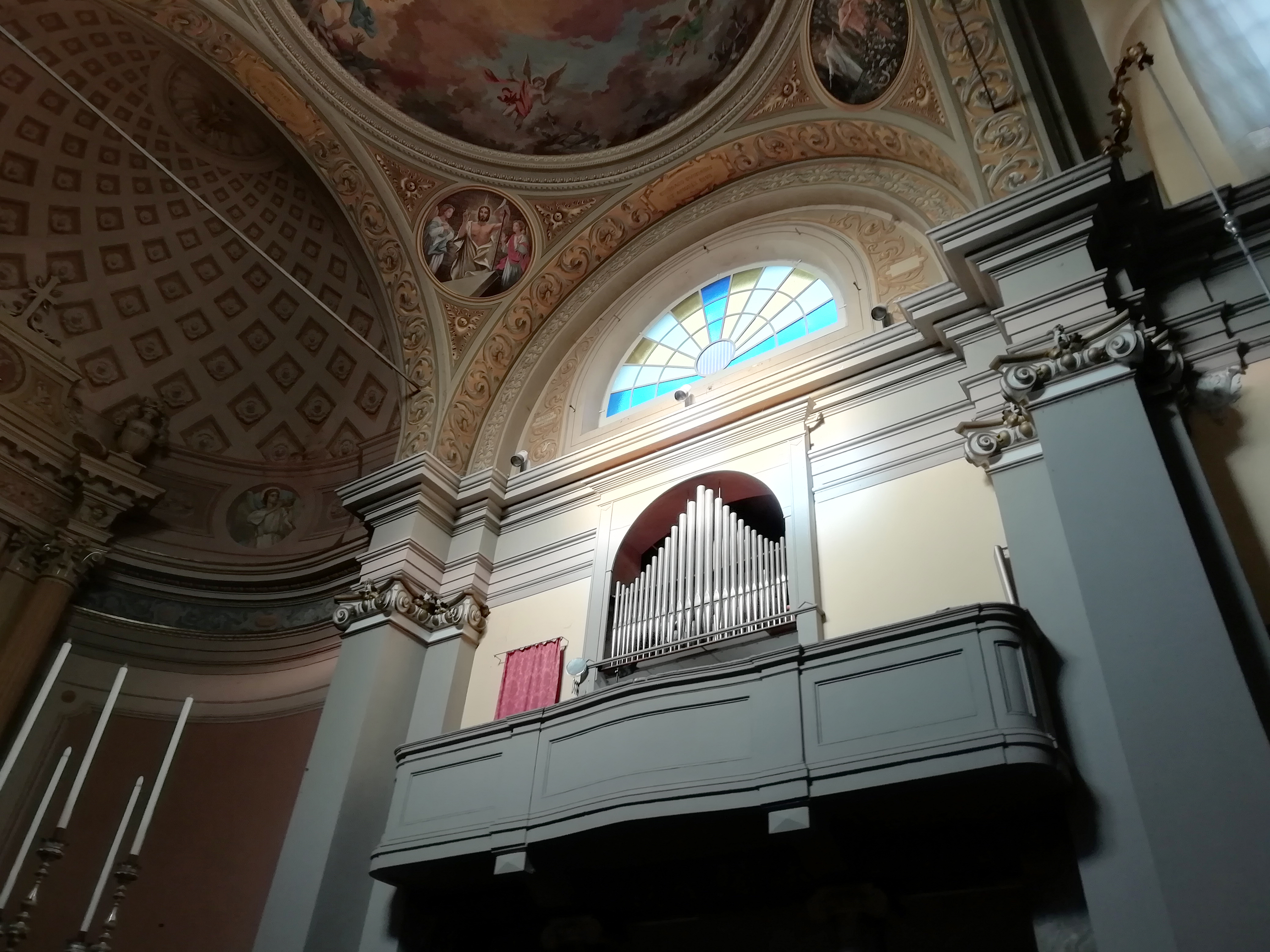
L'organo